# Siktivkar
Siktivkar ([sɨktɨfˈkar] en ruso: Сыктывка́р; en komi: Сыктывкар) es la capital de la República de Komi en la Federación Rusa. Se encuentra en la margen izquierda del río Sysola, un afluente del río Víchegda que, a su vez, es afluente del Dviná Septentrional.

## Historia
El título de ciudad fue concedido por Catalina II de Rusia en 1780.
A comienzos del siglo XX Siktivkar era una pequeña ciudad provincial de unos 6500 habitantes. Hoy es un importante centro industrial y cultural. Hasta 1930 el nombre de la ciudad era Ust-Sysolsk, fue entonces cuando se cambió al actual.

## Clima
| Parámetros climáticos promedio de Siktivkar (normales 1991–2020, extremos 1888–presente) | Parámetros climáticos promedio de Siktivkar (normales 1991–2020, extremos 1888–presente) | Parámetros climáticos promedio de Siktivkar (normales 1991–2020, extremos 1888–presente) | Parámetros climáticos promedio de Siktivkar (normales 1991–2020, extremos 1888–presente) | Parámetros climáticos promedio de Siktivkar (normales 1991–2020, extremos 1888–presente) | Parámetros climáticos promedio de Siktivkar (normales 1991–2020, extremos 1888–presente) | Parámetros climáticos promedio de Siktivkar (normales 1991–2020, extremos 1888–presente) | Parámetros climáticos promedio de Siktivkar (normales 1991–2020, extremos 1888–presente) | Parámetros climáticos promedio de Siktivkar (normales 1991–2020, extremos 1888–presente) | Parámetros climáticos promedio de Siktivkar (normales 1991–2020, extremos 1888–presente) | Parámetros climáticos promedio de Siktivkar (normales 1991–2020, extremos 1888–presente) | Parámetros climáticos promedio de Siktivkar (normales 1991–2020, extremos 1888–presente) | Parámetros climáticos promedio de Siktivkar (normales 1991–2020, extremos 1888–presente) | Parámetros climáticos promedio de Siktivkar (normales 1991–2020, extremos 1888–presente) |
| Mes                                                                                      | Ene.                                                                                     | Feb.                                                                                     | Mar.                                                                                     | Abr.                                                                                     | May.                                                                                     | Jun.                                                                                     | Jul.                                                                                     | Ago.                                                                                     | Sep.                                                                                     | Oct.                                                                                     | Nov.                                                                                     | Dic.                                                                                     | Anual                                                                                    |
| ---------------------------------------------------------------------------------------- | ---------------------------------------------------------------------------------------- | ---------------------------------------------------------------------------------------- | ---------------------------------------------------------------------------------------- | ---------------------------------------------------------------------------------------- | ---------------------------------------------------------------------------------------- | ---------------------------------------------------------------------------------------- | ---------------------------------------------------------------------------------------- | ---------------------------------------------------------------------------------------- | ---------------------------------------------------------------------------------------- | ---------------------------------------------------------------------------------------- | ---------------------------------------------------------------------------------------- | ---------------------------------------------------------------------------------------- | ---------------------------------------------------------------------------------------- |
| Temp. máx. abs. (°C)                                                                     | 3.8                                                                                      | 5.3                                                                                      | 13.2                                                                                     | 26.7                                                                                     | 31.8                                                                                     | 35.3                                                                                     | 34.5                                                                                     | 34.6                                                                                     | 27.5                                                                                     | 20.4                                                                                     | 10.6                                                                                     | 5.2                                                                                      | 35.3                                                                                     |
| Temp. máx. media (°C)                                                                    | -10.2                                                                                    | -8.1                                                                                     | -0.6                                                                                     | 7.2                                                                                      | 15.3                                                                                     | 20.5                                                                                     | 23.3                                                                                     | 19.0                                                                                     | 12.9                                                                                     | 4.5                                                                                      | -3.6                                                                                     | -7.9                                                                                     | 6.0                                                                                      |
| Temp. media (°C)                                                                         | -13.4                                                                                    | -11.8                                                                                    | -5.1                                                                                     | 2.1                                                                                      | 9.1                                                                                      | 14.6                                                                                     | 17.6                                                                                     | 14.0                                                                                     | 8.6                                                                                      | 1.9                                                                                      | -5.9                                                                                     | -10.7                                                                                    | 1.8                                                                                      |
| Temp. mín. media (°C)                                                                    | -16.8                                                                                    | -15.3                                                                                    | -9.3                                                                                     | -2.3                                                                                     | 3.8                                                                                      | 9.3                                                                                      | 12.2                                                                                     | 9.6                                                                                      | 5.2                                                                                      | -0.3                                                                                     | -8.3                                                                                     | -13.7                                                                                    | -2.2                                                                                     |
| Temp. mín. abs. (°C)                                                                     | -46.6                                                                                    | -45.4                                                                                    | -38.8                                                                                    | -27.3                                                                                    | -15.0                                                                                    | -5.0                                                                                     | -0.3                                                                                     | -2.1                                                                                     | -8.6                                                                                     | -29.6                                                                                    | -43.5                                                                                    | -46.0                                                                                    | -46.6                                                                                    |
| Precipitación total (mm)                                                                 | 45                                                                                       | 36                                                                                       | 36                                                                                       | 37                                                                                       | 52                                                                                       | 71                                                                                       | 72                                                                                       | 80                                                                                       | 62                                                                                       | 61                                                                                       | 52                                                                                       | 49                                                                                       | 653                                                                                      |
| Días de lluvias (≥ 1 mm)                                                                 | 4                                                                                        | 3                                                                                        | 5                                                                                        | 13                                                                                       | 19                                                                                       | 19                                                                                       | 19                                                                                       | 21                                                                                       | 23                                                                                       | 19                                                                                       | 8                                                                                        | 6                                                                                        | 159                                                                                      |
| Días de nevadas (≥ 1 mm)                                                                 | 28                                                                                       | 26                                                                                       | 23                                                                                       | 14                                                                                       | 6                                                                                        | 1                                                                                        | 0                                                                                        | 0.1                                                                                      | 3                                                                                        | 16                                                                                       | 26                                                                                       | 28                                                                                       | 171                                                                                      |
| Horas de sol                                                                             | 20                                                                                       | 64                                                                                       | 125                                                                                      | 185                                                                                      | 254                                                                                      | 278                                                                                      | 278                                                                                      | 200                                                                                      | 103                                                                                      | 49                                                                                       | 22                                                                                       | 9                                                                                        | 1587                                                                                     |
| Humedad relativa (%)                                                                     | 83                                                                                       | 81                                                                                       | 75                                                                                       | 67                                                                                       | 64                                                                                       | 68                                                                                       | 73                                                                                       | 79                                                                                       | 84                                                                                       | 86                                                                                       | 86                                                                                       | 84                                                                                       | 78                                                                                       |
| Fuente n.º 1: Pogoda.ru.net                                                              |                                                                                          |                                                                                          |                                                                                          |                                                                                          |                                                                                          |                                                                                          |                                                                                          |                                                                                          |                                                                                          |                                                                                          |                                                                                          |                                                                                          |                                                                                          |
| Fuente n.º 2: NOAA (horas de sol 1961–1990)                                              |                                                                                          |                                                                                          |                                                                                          |                                                                                          |                                                                                          |                                                                                          |                                                                                          |                                                                                          |                                                                                          |                                                                                          |                                                                                          |                                                                                          |                                                                                          |

## Ciudades hermanadas
- Cullera - España
- Debrecen - Hungría
- Los Altos
- Lovech - Bulgaria
- Taiyuan - China

## Galería

Siktivkar en un mapa del Dviná Septentrional
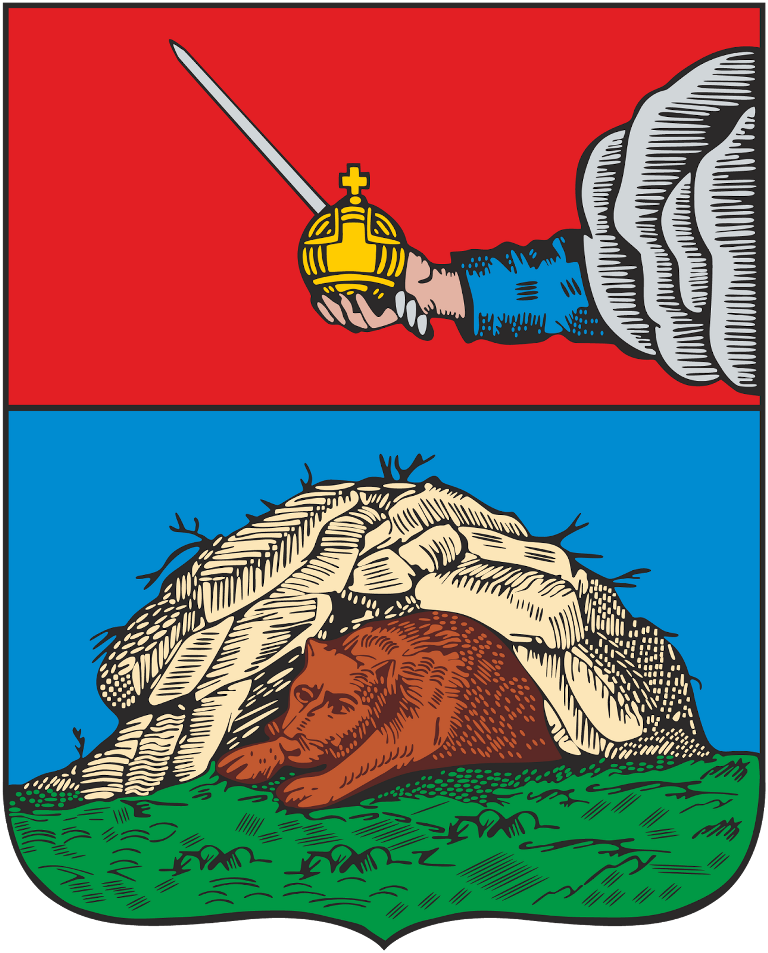
Escudo de Ust-Sysolsk de 1780
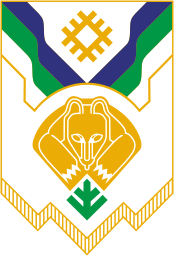
Escudo de 1993